# Benji Madden
Benji Madden, nacido Benjamin Levi Combs (Waldorf, Maryland, 11 de marzo de 1979), es un cantante, productor discográfico y multinstrumentista estadounidense, conocido por ser miembro de la banda de rock Good Charlotte, que cofundó con su hermano gemelo Joel Madden.

## Comienzos
Benjamin "Benji" Madden nació bajo el nombre de Benjamin Levis Combs el 11 de marzo de 1979, en la ciudad de Waldorf, Maryland. Tiene un hermano gemelo, Joel Madden, con quien formó la banda Good Charlotte. Tiene un hermano mayor llamado Josh, el cual es actor y socio en la creación de su marca de ropa “DCMA”; también tiene una hermana pequeña, Sarah. Fue a la escuela La Plata en La Plata, Maryland. Cuando tuvo 16 años su padre, Roger Combs, dejó la familia causando problemas financieros, por lo cual tomó varios trabajos para ayudar a la familia. A los 20 años, reemplazó su apellido paterno por el de su madre, Madden.

## Carrera
En el filme de 2001, Not Another Teen Movie, Benji, Adam Ly y los otros miembros de Good Charlotte aparecen como una banda en el baile de una secundaria. Hizo otra aparición en el filme del 2006, Material Girls con su hermano Joel. Comenzó su línea de ropa llamada MADE con sus hermanos Joel y Josh. "MADE" representa la voluntad de luchar y morir por quiénes amas. La línea ahora desapareció. En el 2006, MADE se convirtió en DCMA. La línea le pertenece a él, a sus hermanos Joel Madden, Josh Madden y un amigo Tal Cooperman. Una tienda DCMA fue abierta en Los Ángeles, California, el 15 de marzo de 2008.
Todavía tocando en Good Charlotte, Benji y su hermano Joel formaron parte de un proyecto aparte llamado Dead Executives. Fue el coescritor y coproductor de algunas canciones de Hilary Duff. También coescribió la canción del reality show de Paris Hilton, "My New BFF". Ha cantado con varios artistas como
MxPx ( considera un grupo que lo influenció en su carrera como músico), Kill Hannah, Apoptygma Berzerk, Mest, The 69 Eyes, Sean Kingston, Three 6 Mafia, Chamillionaire, y Matisyahu.

## Vida personal
En enero de 2008, los medios de comunicación reportaron que Madden y su novia, Sophie Monk, se habían separado. En respuesta a los rumores, Good Charlotte le dijo a Us Weekly: "Benji Madden y Sophie Monk están juntos y muy felices." De todas formas, en mitad de febrero fue oficialmente anunciado por el agente de Monk, Sydney que:

"Sophie y Benji realmente se separaron. La decisión fue mutua y sigue siendo de mutuo acuerdo."

Tiempo después, Madden comenzó a salir con Paris Hilton que terminarían su relación nueve meses después. Rumores de ruptura comenzaron a circular en los medios en mitad de noviembre, después de que Hilton se había reunido con su antiguo novio Stavros Niarchos en Miami. También ha estado relacionado con la modelo de Playboy, ex-chica N.º 1 de Hefner, fundador de Playboy, y estrella de la telerrealidad Holly Madison con quien estuvo saliendo por un par de meses. Madden es un ávido coleccionista de las muñecas Living Dead. En un episodio de MTV Cribs él mostró su colección. Es conocido por tener muchos tatuajes, incluyendo uno de Benjamin Franklin, que cubre toda su espalda.
El 6 de enero de 2015 se dio a conocer que se había casado con la actriz Cameron Diaz en Beverly Hills, lo cual fue confirmado posteriormente. La boda se realizó a poco menos de un mes de haberse comprometido.
El 3 de enero de 2020 la pareja dio a conocer el nacimiento de su primera hija, Raddix Madden y en marzo de 2024, nació su segundo hijo, Cardinal Madden.

## Apariciones

### Como vocalista
| Año  | Título                     | Artista(s)           | Álbum                     |
| ---- | -------------------------- | -------------------- | ------------------------- |
| 2001 | «Let's Go»                 | X-Ecutioners         |                           |
| 2002 | «January»                  | Goldfinger           | Open Your Eyes            |
| 2003 | «Jaded (These Years)»      | Mest                 | Mest                      |
| 2003 | «It's Alright»             | MxPx                 | Before Everything & After |
| 2003 | "On the Outs"              | MxPx                 | Before Everything & After |
| 2004 | «Are You Ready?»           | Hazen Street         | Hazen Street              |
| 2004 | «All That"                 | Hazen Street         | Hazen Street              |
| 2004 | «Last Train Home»          | Lostprophets         | Start Something           |
| 2007 | «Tightly Wound»            | MxPx                 | Secret Weapon             |
| 2007 | «Sex Without Love»         | Ben Lee              | Ripe                      |
| 2008 | «My Own Way»               | Three 6 Mafia        | Last 2 Walk               |
| 2009 | «Apollo (Live On Your TV)» | Apoptygma Berzerk    | Rocket Science            |
| 2009 | «Darkness Into Light»      | Matisyahu            | Light                     |
| 2009 | «Dead N' Gone»             | The 69 Eyes          | Back in Blood             |
| 2009 | «Shoulda Let U Go»         | Sean Kingston        | Tomorrow                  |
| 2009 | «Snowblinded»              | Kill Hannah          | Wake Up the Sleepers      |
| 2013 | «Breakdown»                | Tonight Alive        |                           |
| 2014 | «Come Back Down»           | TJR                  |                           |
| 2019 | «Never Enough»             | Sleeping with Sirens | How It Feels to Be Lost   |
| 2020 | «Second Chances»           | Hollywood Undead     | New Empire, Vol. 1        |